# Liolaemus lineomaculatus
Liolaemus lineomaculatus — вид ігуаноподібних ящірок родини Liolaemidae. Мешкає в Аргентині і Чилі.

## Поширення і екологія
Liolaemus lineomaculatus мешкають в Патагонії, в аргентинських провінціях Санта-Крус і Чубут, на півдні провінції Неукен і на заході Ріо-Негро, а також трапляються в чилійських регіонах Біобіо, Айсен і Магальянес. Вони живуть у відкритих чагарникових заростях та на морських узбережжях. Зустрічаються на висоті до 2000 м над рівнем моря. Живляться переважно рослинністю, однак загалом є всеїдними. Живородні.